# Salome Melia
Salome Melia, gruz. სალომე მელია (ur. 14 kwietnia 1987 w Batumi) – gruzińska szachistka, arcymistrzyni od 2005, posiadaczka męskiego tytułu mistrza międzynarodowego od 2008 roku.

## Kariera szachowa
Wielokrotnie reprezentowała Gruzję na mistrzostwach świata i Europy juniorek w różnych kategoriach wiekowych, zdobywając sześć medali: 3 złote (Oropesa del Mar 2001 – MŚ do 14 lat, Ürgüp 2004 i Herceg Novi 2005 – oba ME do 18 lat) oraz 3 brązowe (Kallithea 2003 – MŚ do 16 lat, Erywań 2007 i 2008 – oba MŚ do 20 lat).
Normy na tytuł arcymistrzyni wypełniła w Tbilisi (2004, finał indywidualnych mistrzostw Gruzji, V m.), Moskwie (2005, turniej Moscow Open) oraz Belfort (2005, MŚ do 18 lat, IV m.), a na tytuł mistrza międzynarodowego – w Moskwie (2005) oraz dwukrotnie w Cappelle-la-Grande (2006, 2008).
W 2006 r. odniosła duży sukces, samodzielnie zwyciężając w kobiecym turnieju Acropolis w Atenach. W 2008 r. zdobyła tytuł wicemistrzyni Gruzji, w dogrywce o złoty medal przegrywając z Naną Dzagnidze, natomiast w mistrzostwach rozegranych w 2010 r. zajęła I miejsce. Również w 2010 r. podzieliła I m. (wspólnie z Nazi Paikidze) w turnieju Moscow-Open-C w Moskwie. W 2013 r. zdobyła w Belgradzie srebrny medal indywidualnych mistrzostw Europy, natomiast w kolejnych mistrzostwach (Płowdiw 2014) zdobyła medal brązowy.
Wielokrotnie reprezentowała Gruzję w turniejach drużynowych, m.in.:
- dwukrotnie na olimpiadach szachowych (w latach 2010, 2014); dwukrotna medalistka: wspólnie z drużyną – brązowa (2010) oraz indywidualnie – srebrna (2010 – na II szachownicy)[6],
- trzykrotnie na drużynowych mistrzostwach świata (w latach 2011, 2013, 2015); trzykrotna medalistka: wspólnie z drużyną – brązowa (2011) oraz indywidualnie – złota (2011 – na V szachownicy) i srebrna (2013 – na V szachownicy)[7],
- na drużynowych mistrzostwach Europy (w roku 2011); dwukrotna medalistka: wspólnie z drużyną – brązowa (2011) oraz indywidualnie – brązowa (2011 – na V szachownicy)[8].

Najwyższy ranking w dotychczasowej karierze osiągnęła 1 sierpnia 2014 roku, z wynikiem 2475 punktów zajmowała wówczas 28. miejsce na światowej liście FIDE, jednocześnie zajmując 4. miejsce wśród gruzińskich szachistek.